# Красовський Іван Іванович
Іван Красовський (1 (13) жовтня 1827, Чернігівська губернія — 28  червня (10 липня) 1885, Томськ) — російський державний діяч, томський губернатор. Дійсний статський радник (1878).

## Життєпис
Народився у дворянській сім'ї в Чернігівській губернії.
У 1845 закінчив Петровський кадетський корпус у Полтаві, а потім вступив на службу у Дворянський полк. Брав участь у придушенні угорського повстання (1849). На початку Кримської війни (1853-1856) перебував у Дунайському осередку військових дій, був учасником оборони Севастополя (1854-1855), за мужність у боях нагороджений золотою шаблею з написом «За хоробрість» (1855). Автор спогадів про війну .
У 1859 звільнився з військової служби і перейшов на цивільну, служив у Міністерстві народної освіти. У 1863 році отримав придворне звання камер-юнкера. У 1863-1865 роках працює інспектором студентів Імператорського Московського університету. За відгуками сучасників користувався популярністю у студентів.
Пішов у відставку в 1868 році, але в 1871 вступив на службу в Міністерство внутрішніх справ, підпорядковувався новоросійському, бессарабському, київському, подільському і волинському генерал-губернаторам. У травні 1872 був звільнений, але в серпні того ж року знову вступив на службу. Працював у Москві управителем благодійного Товариства для допомоги незаможним студентам (1874-1876). У 1875 отримав придворне звання камергера. А 14 вересня 1878 був призначений московським віце-губернатором.
7 квітня 1883 року став губернатором Томська. Прибув до Томська на пароплаві 27 червня 1883.
Захоплювався театром. Допоміг купцеві Е. І. Корольову отримати дозвіл на будівництво томського театру, відкриття якого відбулося вже після смерті Красовського 19 вересня 1885.
Помер від крововиливу в мозок, був похований на кладовищі томського Богородице-Олексіївського чоловічого монастиря. Через рік, згідно із заповітом померлого, перепохований у Троїце-Сергіївській лаврі.

## Родина
Красовський не був одруженим і не мав власних дітей. Жив разом зі своєю племінницею Ольгою Ейхлер (? — 02.05.1886), яка була похована в Томську.